# منسخ

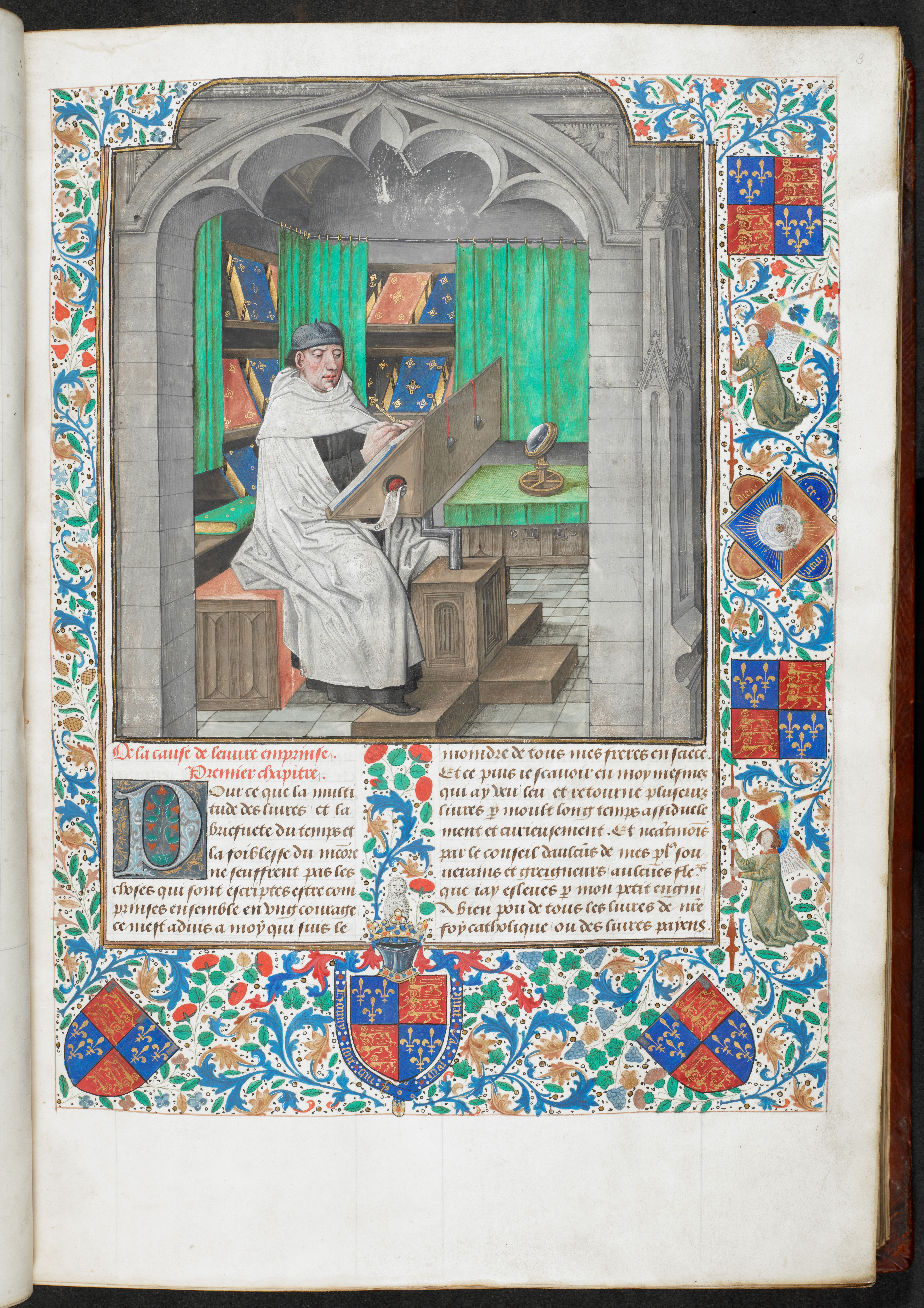
منمنمة تعرض فنسنت من بوفي يكتب مخطوطة منظار التاريخ بالفرنسية، في بروج، عام 1478–1480، المكتبة البريطانية Royal 14 E. i, vol. 1, f. 3, تعرض على الأغلب مكتبة دوق بورغندي

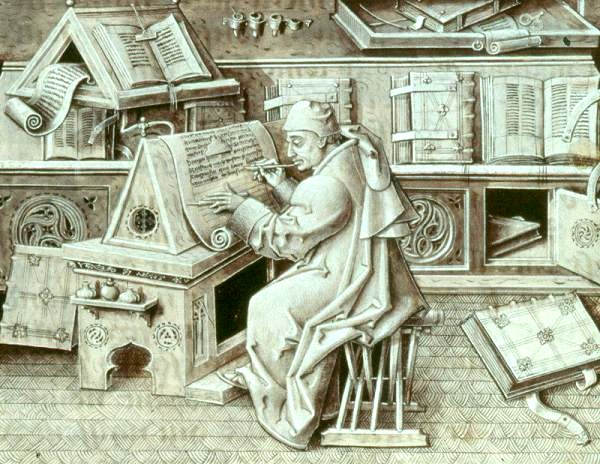
هذه المنمنمة من أواخر القرن الخامس عشر تعرض جان ميلو (توفي عام 1472) يكتب مخطوطته عجائب نوتردام.

المَنْسَخ (بالإنجليزية: Scriptorium)‏ وتعني حرفياً «مكان للكتابة»، وتستخدم الكلمة عادة للإشارة إلى غرفة مكرسة للكتابة والنسخ وتذهيب المخطوطات في الأديرة الأوروبية في القرون الوسطى من قبل الكتاب الرهبان الذين كانت مهمتهم نسخ وكتابة المخطوطات. خلافاً للاعتقاد الشائع بوجود هذه الحجرات فإن التقارير المكتوبة والمباني الناجية، والحفريات الأثرية تدل على أن هذه الغرف نادراً ما وجدت، حيث أن معظم عمليات كتابة الرهبان حدثت في تجاويف تشبه حجرة في أروقة الأديرة، أو في حجرات الرهبان الخاصة .
في العصر الحديث، فإن الباحثين بدأوا في الكتابات العلمية الحديثة باستخدام كلمة (scriptoria) للإشارة إلى الإنتاج الجماعي للدير، وليس إلى حجرة ما.

## كنيسة القديس جيوفاني إيفانغليستا، ريمي
في هذه الكنيسة التي كانت غالا بلاسيديا راعيتها (توفيت عام 450)، تم إرفاق مبنى الكنيسة بغرف مستطيلة مجاورة للمحراب، يمكن الوصول إليها من كل الممرات، وقد تم تفسير وجود هذه الغرف على أنها مكتبات ثنائية (باللغتين اللاتينية واليونانية) وعلى الأرجح أنها كانت مناسخ أو حجرات كتابة وتدوين للمخطوطات المختلفة .
تميزت تلك الغرف بإضاءة وفيرة، كوات بلغ عمقها 0.5 متراً، تدفئة حرارية تحت الأرض فيما كان يسمى بالتدفئة الجوفية (Hypocaust) للحفاظ على الغرف جافة، كما نجد في بعض نماذج العمارة في المكتبات الرومانية.